# Alqueva-Stausee

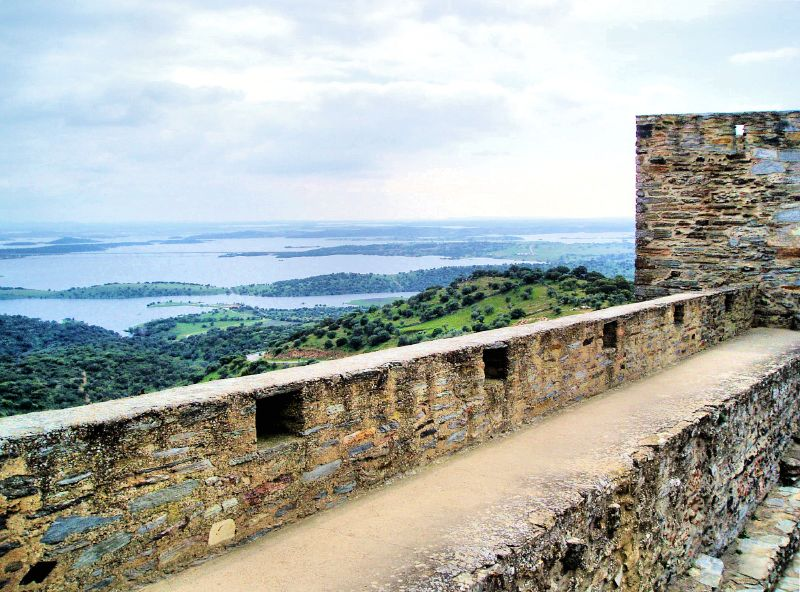
Blick vom portugiesischen Castelo de Monsaraz auf den südlichen Teil des Stausees,
(Staumauer hinter dem Turm rechts in etwa 47 km Luftlinien-Entfernung)

Der Alqueva-Stausee (port. Barragem do Alqueva) ist ein Aufstau des Flusses Guadiana im Süden der Iberischen Halbinsel an der Grenze zwischen Portugal und Spanien. Er ist ca. 85 Kilometer lang und hat eine Oberfläche von etwa 250 Quadratkilometern, wovon 187 auf Portugal entfallen. Der See ist sehr stark zerklüftet, so dass  die Uferlänge ungewöhnlich groß ist: zwischen 1100 und 1200 Kilometer (je nach Wasserstand), davon etwa 85 % in Portugal.
Mit einem Stauvolumen von maximal 4,15 Mrd. Kubikmetern ist er einer der volumenmäßig größten Stauseen in West- und Mitteleuropa. Das Volumen der Edertalsperre könnte hier mehr als 20 mal untergebracht werden. Laut Energias de Portugal (EDP) ist er der größte See in Portugal.
Seinen Namen bekam er vom Dorf Alqueva, das an seinem Ufer liegt.

## Geographie
Westlich vom Stausee  liegt die portugiesische Landschaft Alentejo und östlich von ihm die spanische Extremadura. An seinem nördlichen Ende liegt der Ort Badajoz (Spanien), am südlichen Moura (Portugal).

## Geschichte
Der portugiesische Diktator António de Oliveira Salazar ließ 1957 Untersuchungen ob der Wirtschaftlichkeit eines Guadiana-Staudammes durchführen. Nach der Nelkenrevolution 1974 begannen im Jahre 1976 Arbeiten an einem ersten Bauabschnitt; sie wurden zwei Jahre später wieder eingestellt. Es folgte eine jahrzehntelange Diskussion über das Projekt.
1993 beschloss die portugiesische Regierung, das Vorhaben wiederaufzunehmen. 1995 wurde die EDIA (Empresa de Desenvolvimento e Infra-Estruturas do Alqueva) zum Bau und Betrieb des Alqueva-Stausee-Projektes gegründet und der Bau offiziell begonnen.
Das Dorf Aldeia da Luz musste umgesiedelt werden, da es in der zu überflutenden Zone lag. Der Staudamm wurde 2002 fertiggestellt; am 8. Februar 2002 wurden die Fluttore geschlossen und der Stausee begann sich zu füllen.
Im Stausee untergegangen sind zahlreiche archäologische Fundplätze, darunter das Castelo da Lousa. Der Cromlech von Xerez wurde nach Monsaraz transferiert.

## Staumauer und Kraftwerk
Das Absperrbauwerk ist eine doppelt gekrümmte Bogenstaumauer aus Beton mit einer Höhe von 96 m über der Gründungssohle. Die Mauerkrone liegt auf einer Höhe von 154 m über dem Meeresspiegel. Die Länge der Mauerkrone beträgt 458 m und ihre Breite 7 m. Das Bauwerk hat ein Volumen von 687.000 m³.
Das Kraftwerk Alqueva ist mit einer installierten Leistung von 520 MW eines der größten Wasserkraftwerke in Portugal.

## Bewässerung
Der Alqueva-Stausee bildet das Herzstück eines ausgedehnten Systems, das insgesamt ca. 120.000 Hektar bewässert.

## Freizeit
Es ist erlaubt, auf dem See Motorboote (privat; bis zu 7 Metern Länge und 150 PS) und Segelboote (privat; bis zu 7 Metern Länge) zu fahren. Zudem sind Wasserski, Schwimmen und Fischen gestattet. Jetski und Parasailing sind auf dem Wasser verboten. 